# Вилья-Карлос-Пас
Вилья-Карлос-Пас (исп. Villa Carlos Paz), Карлос-Пас — город в провинции Кордова, в её горной части на высоте 650 м над уровнем моря. Город расположен в департаменте Пунийя, у водохранилища Сан-Роке и является основным туристическим центром всей провинции.

## История

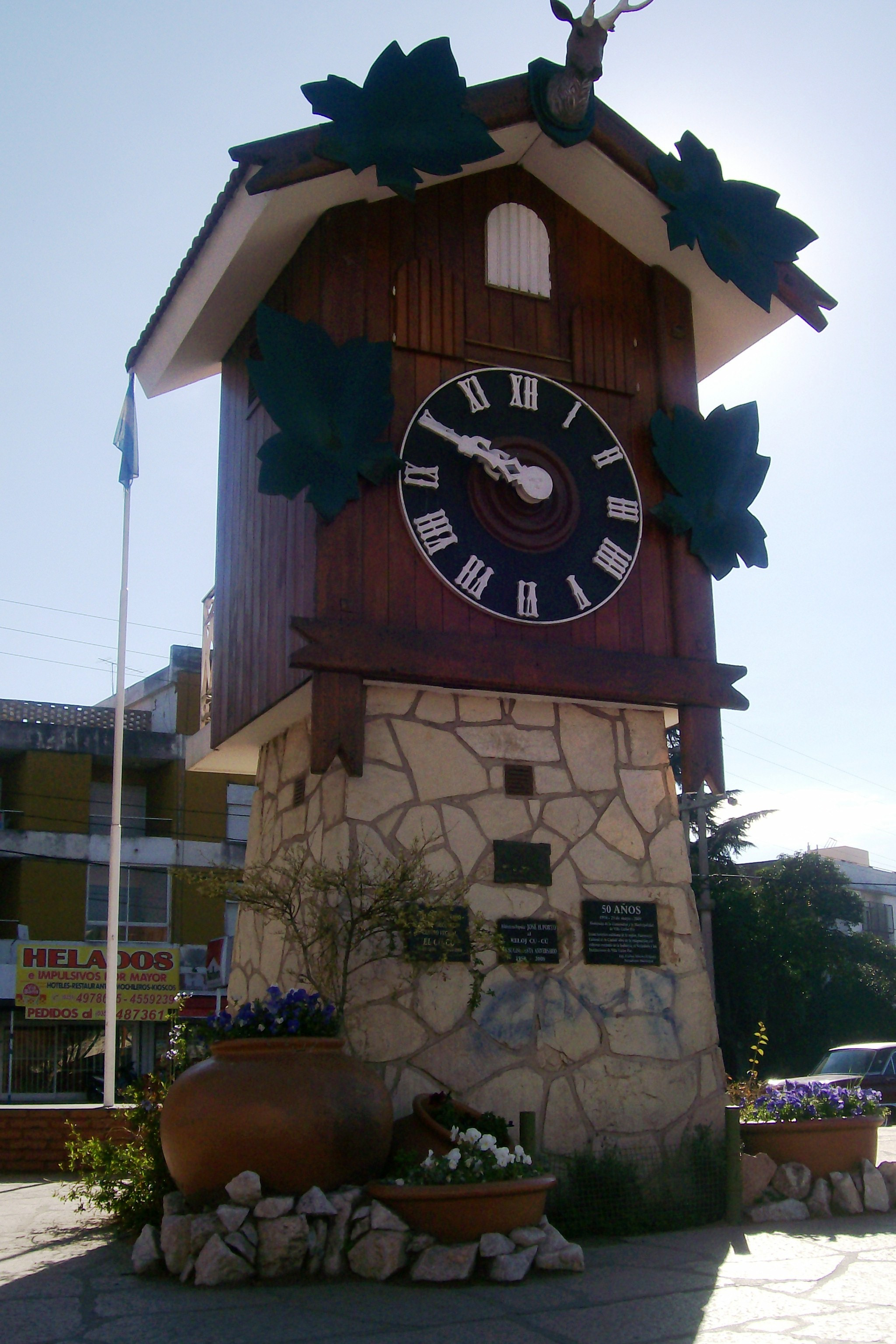

Посёлок был основан крупным землевладельцем по имени Карлос Никандро Пас (исп. Carlos Nicandro Paz), после раздела его земли, на участки под застройки, вокруг озера Сан-Роке. Официальной датой основания поселка считается 16 июля 1913 года. Однако в 1964 году поселок получил статус город, оставив первоначальное название (Ciudad Villa Carlos Paz). И уже в 1987 году город официально получил своё название Ciudad Turistica Villa Carlos Paz, сокращенно Carlos Paz.
В 1952 году был образован местный муниципалитет, который возглавил дон Хорхе Дескотте (Jorge Descotte). Среди известных людей становления истории города, находятся такие сеньоры как : Эсио Армандо Карена (депутат Ezio Armando Carena), инженер Альфредо Доменелла (Alfredo Domenella), интендант Хуан Гарсиа (Juan Garcia), семья Ренси, Конде и Сарате (familias Renzi, Conde y Zárate).
С 1950 по 1960 год были основаны образовательные школы имени известных исторических личностей Аргентины: Бернандо Ривадабия(Bernardino Rivadavia), президента Сармьенто (Presidente Sarmiento) и основателя флага Республики — Мануэля Бельграно (Manuel Belgrano).
В этот же период, были основаны и первые спортивные клубы города: Атлетико Карлос Пас (Atlético Carlos Paz), спортивный клуб Боливар (Club Sportivo Bolívar) и клуб Сармьенто (Club Sarmiento).

## География
Географический центр города, находится на берегу озера Сан Роке, на высоте 600 метров над уровнем моря, к югу от департамента Пунийя (Punilla), у подножья гор Высокие Вершины (Altas Cumbres) и в 36 км от столицы провинции — города Кордова.
Городской центр Карлос Паса, пересекается рекой Св. Антонио (río San Antonio) и ручьём Лос Чорийос (Los Chorrillos).

## Климат
Среднегодовая температура
- летом: 38º max — 16º min
- зимой: 18º max — 4º min

## Туризм

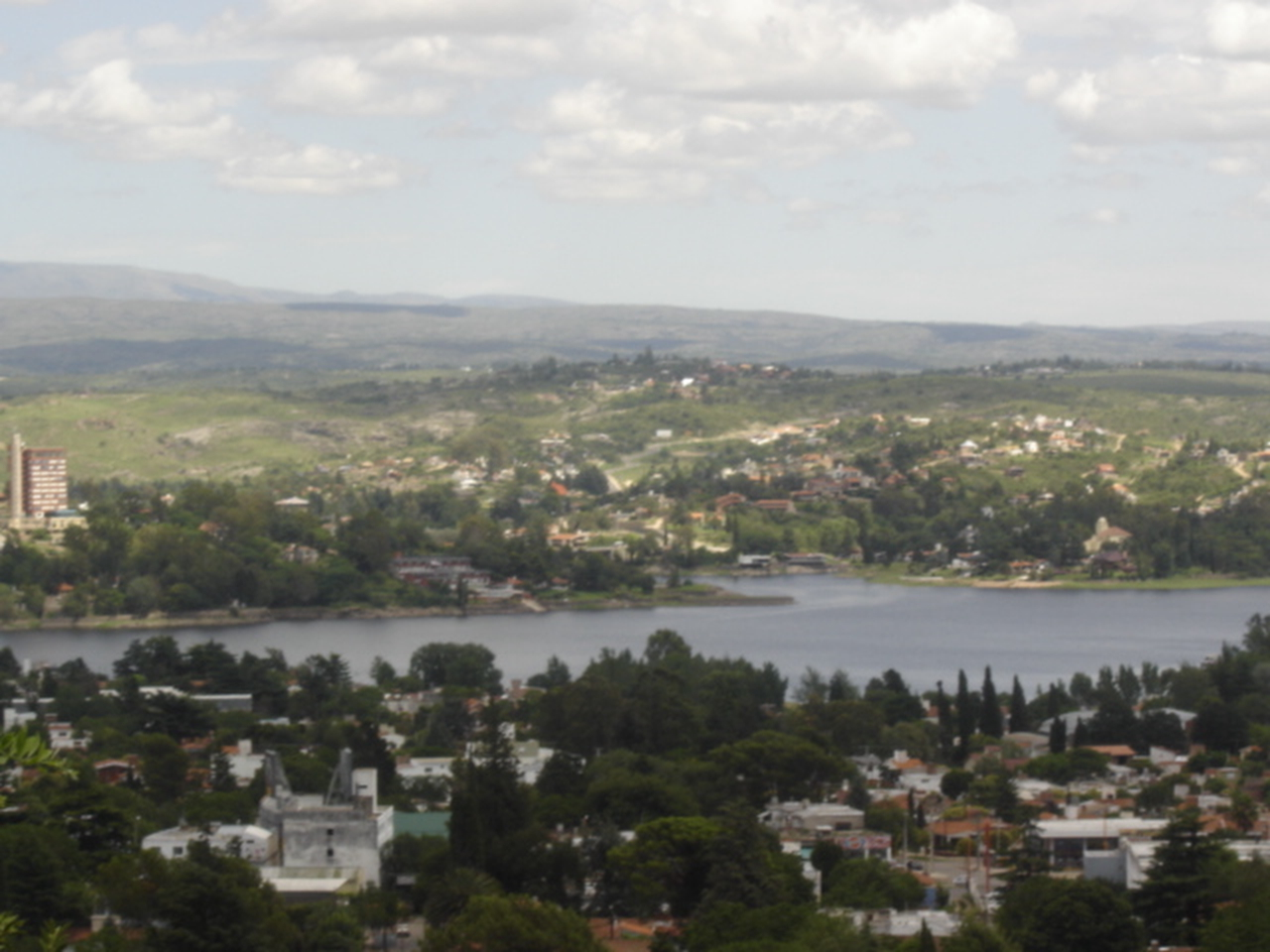
Вилья Карлос Пас, вид с вершин гор

Город отличается своим оздоровительным горным климатом, прекрасными пейзажами и многочисленными набережными. Поэтому каждый год Карлос Пас посещают более 2 млн туристов. На озере, постоянно проводятся соревнования по виндсерфингу, парусному спорту и гребле. На озере постоянно курсируют экскурсионные корабли, есть пункты проката лодок и водных велосипедов.
Каждый год, в Карлос Пасе, проводятся международные соревнования по автогонкам (ралли WRC), также по городу проезжают участники автогонок Даккар в Аргентине.
На праздник весны, отмечаемый учащимися и студентами, съезжаются около 100.000 человек со всей страны и многочисленные музыкальные группы. Праздник отмечается выступлениями артистов и молодёжных групп. Музыка слышна в городе 24 часа в сутки.
Проводятся различные олимпиады стран Латинской Америки, всевозможные интернациональные слёты и научные симпозиумы. Ежегодно в городе, проводятся праздник «Одиноких сердец» и гей-парад. Люди пенсионного возраста, собираются вместе, чтобы весело провести «дни третьего возраста». Каждый год отмечается День Традиций, главным событием которого является большой парад гаучо. 
В городе, преобладают одноэтажные постройки современного стиля,  также много вычсотных зданий, особенно в центре.
Огромные часы с кукушкой, расположенные на одной из центральных площадей города, были построены немецкими инженерами, приехавшими в Аргентину после окончания второй мировой войны.
Построенный французами ещё в 1960-е годы кресельный подъёмник поднимает туристов на Крестовую гору (Cerro La Cruz) на высоту 960 м над уровнем моря.
В 20 км к югу от Карлос Паса, расположен известный в Аргентине пляж хиппи (Playa de los Hippies).
Поля для гольфа, огромное количество развлекательных заведений, бары, рестораны, два казино, крупнейшая в Аргентине дискотека «Кеопс», кинотеатры с шоу-программами приезжающих в город столичных артистов, всё это делает Карлос Пас, одним из любимых мест проведения отдыха аргентинцев.
Озеро Сан Роке (Lago San Roque), привлекает не только любителей водных видов спорта, но и является местом проведения, национальных чемпионатов ценителей спортивной рыбалки.

## Население
Согласно статистике государственной переписи населения, прошедшей в 2001 году, население города составляло 56 407 жителей. Строительный бум, начавшийся с 2003 года, и желание многих аргентинцев переехать жить в спокойное и не криминальное место увеличило эту цифру более чем вдвое (данные по провинциальной переписи населения, прошедшей в 2008 году). В результате стремительного роста Карлос Пас стал пятым по численности населения городом в провинции Кордоба.
В городе, помимо аргентинцев, живёт около 2000 резидентов из других государств (итальянцы, испанцы, немцы, чилийцы, французы и др.). Некоторые диаспоры, имеют свои официальные культурно-просветительные центры в городе. Имеется крупная община аргентинцев чешского происхождения.

## Города-побратимы
- Термас-де-Рио-Хондо, Аргентина
- Пескьера-дель-Гарда, Италия